# Ошибка о человеке в маске
Ошибка о человеке в маске (англ. masked man fallacy) — ошибка в формальной логике, при которой замена обозначения на идентичное в верном утверждении может привести к неверному выводу. Название происходит из примера «я не знаю, кто этот человек в маске». Это утверждение будет оставаться верным, даже если в маске ваш сосед, и вы знаете своего соседа.
Более формально эта ошибка записывается так:
- Факт 1: Я знаю, кто такой Х.
- Факт 2: Я не знаю, кто такой Y.
- Вывод: Следовательно, X — это не Y.

Проблема в том, что и факт 1, и факт 2 могут быть одновременно верными, даже если X и Y — одно и то же лицо. Предпосылки верны, а вывод — нет, следовательно такой ход рассуждений ошибочен.